# Атанас Шишков
 Тази статия е за българския революционер и духовник.  За българския инженер вижте Атанас Шишков (инженер).  
Атанас Д. Шишков е български революционер, духовник и общественик, деец на късното Българско възраждане в Южна Македония в края на XIX – началото на XX век, един от водачите на българското просветно и църковно дело в Леринско и Костурско.

## Биография
Атанас Шишков е роден в леринското село Пътеле, тогава в Османската империя, днес Агиос Пантелеймонас, Гърция. Завършва основно образование в Пътеле и I клас на българската гимназия в Битоля. В гимназията става член на Вътрешната македоно-одринска революционна организация. Още 17-годишен в учебната 1895 – 1896 година става учител в битолската махала Долен Баир. По време на ваканцията е във Воденско, но е арестуван за революционна дейност. След два месеца е освободен, благодарение на застъпничество на семейни приятели, турци. В 1897 – 1898 година е учител в леринските села Любетино и Борешница. През лятото отново е арестуван за убийство. В 1901 – 1902 година преподава в Пътеле, където е начело на местния революционен комитет и каналите за пренос на оръжие за околните села. При избухването на Илинденско-Преображенското въстание в 1903 година, начело на 213 пътелейци, се присъединява към отряда на Тане Стойчев.
След въстанието в 1903 – 1904 година е учител в Долно Котори, където става важна среща между Даме Груев, Дякон Евстатий, Христо Пасхов, Александър Турунджев и Алексо Джорлев.
На 11 май 1906 година по препоръка на ВМОРО и с нейни разходи е ръкоположен от митрополит Григорий Пелагонийски в свещенически сан. Служи в Лерин четири месеца, но е уволнен под натиск от гръцкия владика Антим Саридис. След това служи в Айтос, където е и учител. При нападение на селото от страна на гръцка андартска чета оглавява местната милиция и успява да отблъсне андартите. Преместен е като главен учител и свещеник в село Сребрено, което е предимно гъркоманско и е използвано за база от страна на гръцките чети. По време на тригодишното си учителстване в Сребрено поправя черквата и училището. След това работи две години в Крапешино, където води борба с гъркоманската партия и махленските турци, подкупени от гърците.
От Крапешино в 1910 година заминава за Цариград, където става енорийски свещеник в „Свети Стефан“. В 1912 година заменя Григорий Лазаров като архиерейски наместник в Хрупища.
Георги Христов пише за него:
| „ | Свещеник Атанас Д. Шишков, роден за революционер, не гледаше на духовния си сан като на бреме, несъчетаващо се с природата му или като пречка, спъваща бунтовническите му инстинкти. Той без мъка можеше успешно да върши и едното и другото; можеше с еднакъв ентусиазъм да държи от амвона една чисто духовна проповед и една революционна реч; да се бори и като Христа и като истински революционер. Още през първите дни свещеник Атанас набеляза своите способности като канцеларист, духовник и общественик. | “ |

При избухването на Балканската война е арестуван с другите български и гръцки свещеници и учители. Заедно с Георги Христов влиза в контакт с гръцкия комитет за координиране на действията между Костурската съединена чета и гръцките андартски чети. През януари 1913 година новите окупационни гръцки власти го задържат, заедно с учителя в Старичани войводата Киряк Шкуртов и през Кожани и Бер е изпратен в Солун, където е затворен в Еди куле. Причината според гръцките власти е, че събира подписи под оплаквания против гръцката власт. На 25 юли военнополеви съд ги осъжда на 7 години строг тъмничен затвор за разпространение на антигръцки идеи и като тайни агенти на българското правителство. На 15 март 1914 година са амнистирани и заминават за България. Свещеник Шишков живее и работи до смъртта си в село Чаушево (от 1934 година Ценово), Беленско. Погребан е в двора на църквата „Света Параскева“.